# Campo (informática)
En informática, un campo es un espacio de almacenamiento para un dato en particular.
En las bases de datos, un campo es la mínima unidad de información a la que se puede acceder; un campo o un conjunto de ellos forman un registro, donde pueden existir campos en blanco, siendo este un error del sistema operativo. Aquel campo que posee un dato único para una repetición de entidad, puede servir para la búsqueda de una entidad específica.
En las hojas de cálculo los campos son llamados "celdas".

## Tipos de campos informáticos
Un campo puede ser de tipo:
- Alfanumérico: contiene cifras numéricas y caracteres alfabéticos.
- Numérico: existen de varios tipos principalmente como enteros y reales.|  | Gráfico no disponible temporalmente debido a problemas técnicos. |
  - Autoincrementable: son campos numéricos enteros que incrementan en una unidad su valor para cada registro incorporado. Su utilidad resulta más que evidente: servir de identificador de registro.
- Booleano: admite dos valores, «verdadero» o «falso».
- Fechas: almacenan fechas facilitando posteriormente su explotación. Almacenar fechas de esta forma posibilita ordenar los registros por fechas o calcular los días entre una fecha y otra.
- Memo: son campos alfanuméricos de longitud ilimitada. Presentan el inconveniente de no poder ser indexados.